# Icheri Sheher
Icheri Sheher (azeriska: İçәri Şәhәr) är en av Bakus tunnelbanas stationer på röda linjen (Linje 1). Den öppnade 6 november 1967.